# Norbert Braun (Unternehmer)

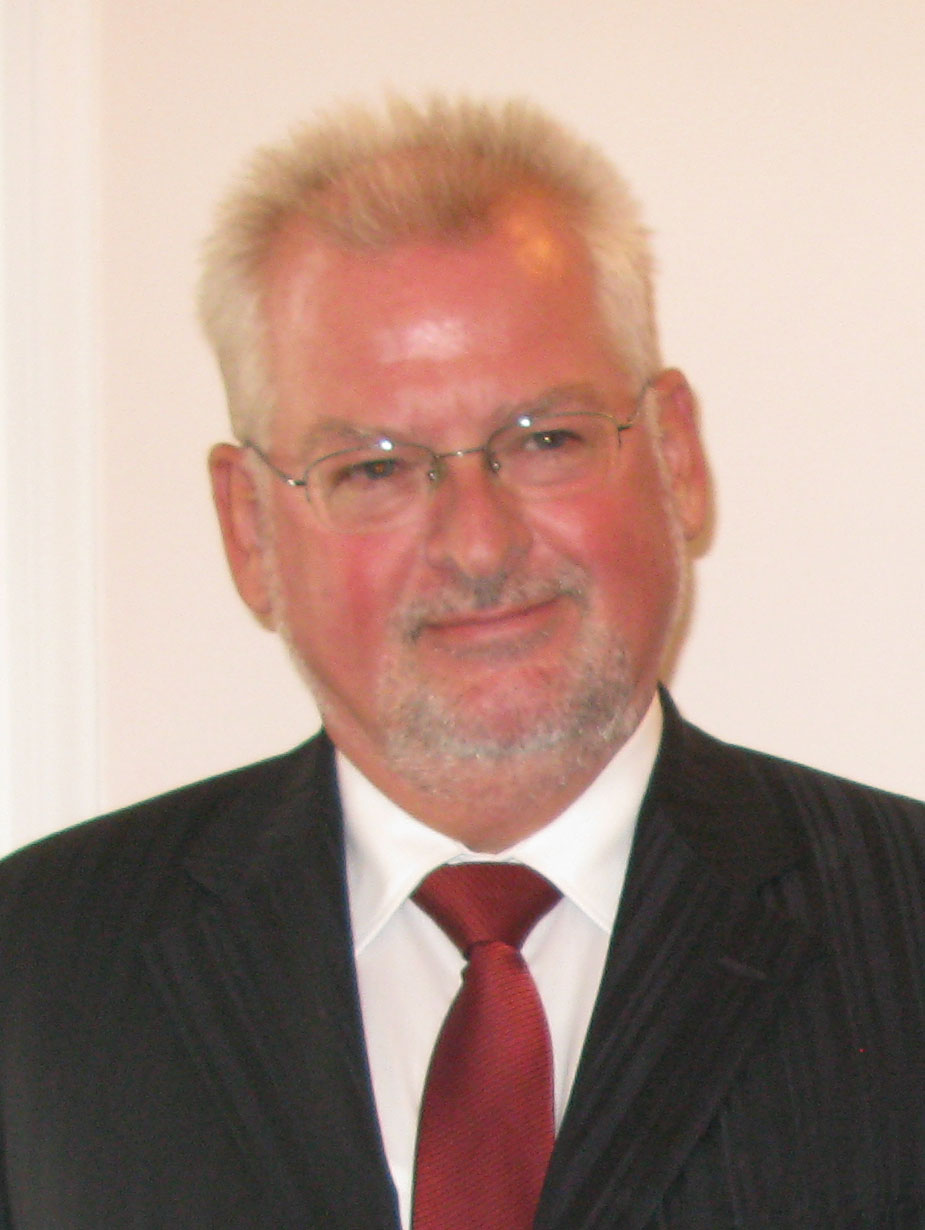
Norbert Braun

Norbert Braun (* 23. November 1950 in Bremen) ist ein deutscher Unternehmer.

## Biografie

### Ausbildung
Norbert Braun wurde 1950 in Bremen geboren. Nach dem Abitur 1969 absolvierte er zunächst eine Lehre bei der Hoechst AG (heute Sanofi) in Frankfurt am Main und studierte danach Betriebswirtschaftslehre in Göttingen (1971 bis 1976).

### Beruf
Norbert Braun war von 1976 bis 1990 in folgenden Firmen als Produktmanager, Marketingleiter oder Geschäftsführer tätig:
Dragoco, Holzminden (heute Symrise); Blendax, Mainz (heute Procter & Gamble); Greiner Porzellangroßhandel, Medard (Glan) (geschäftsführender Gesellschafter); Ciba-Geigy AG, Frankfurt/M. (heute Novartis)
Von 1992 bis 2009 war er geschäftsführender Gesellschafter (CEO) und später Vorstandsvorsitzender der Riemser Arzneimittel AG (heute Teil von Esteve, Spanien). Ab 2007 wurden 40 % der Anteile an die Investoren General Electric Finance, London und TVM, München verkauft. Von 2009 bis 2012 war Braun unverändert Mehrheitsgesellschafter und stellvertretender Aufsichtsratsvorsitzender der Riemser Arzneimittel AG. Unter der gemeinsamen Leitung von Norbert Braun und seiner Frau Dagmar Braun entwickelte sich die Riemser Arzneimittel AG zu einem international tätigen und stark wachsenden mittelständischen Pharmaunternehmen. 2012 wurden 100 % der Anteile an Axa Investments, Frankfurt/M./Paris verkauft.
Ab 2005 investieren Norbert und Dagmar Braun in die Familienholdings Braun Beteiligungs GmbH (heute Braun Invest Holding GmbH) und Braun Hanse Holding GmbH und waren bis 2024 deren Geschäftsführer zusammen mit den Kindern und externen Managern. Die Firmen halten Mehrheitsbeteiligungen im Pharmabereich (u. a. Cheplapharm S.E., Greifswald, Pharma& GmbH, Wien, Ritter-Group, Hamburg) sowie in den Bereichen Vermögensverwaltung, Immobilien, Finanzinvestitionen. Die Firmen wurden auf die Kinder Sebastian Braun und Bianca Juha übertragen. Es sind ca. 2000 Mitarbeiterinnen und Mitarbeiter beschäftigt.

### Verbände und ehrenamtliche Funktionen
- Gemeinsam mit Dagmar Braun und der Braun-Gruppe (Greifswald) Finanzierung und Aufbau des gemeinnützigen  „Hospital Braun“ in Cinkassé, Togo

Aufsichtsrat
- Beirat Deutsche Bank Ostdeutschland, 2001–2018[2]
- Biocon Valley GmbH, zeitweise Vorsitzender, 2002–2012
- Stadtwerke Greifswald, stellvertretender Vorsitzender, 2003–2014[3]
- Theater Vorpommern GmbH, Stralsund 2015–2019[4]
- Beirat Service-Bund, 2016–2021

Politische Mandate
- Mitglied des Senats GA-Uni Göttingen 1972 – 1975
- Abgeordneter im Regionalparlament Umlandverband Frankfurt/M., finanzpolitischer Sprecher, 1980 – 1990
- Stadtverordneter Usingen, Fraktionsvorsitzender 1980 – 1990
- Bürgerschaft Hansestadt Greifswald, stellvertretender Fraktionsvorsitzender, 2009–2014

## Ehrungen und Auszeichnungen
- 2010: Verleihung des Bundesverdienstkreuzes am Bande für seine Verdienste beim Aufbau Ost zusammen mit seiner Frau Dagmar Braun.
- 2017: Verleihung der Rubenow-Medaille als höchste Auszeichnung der Stadt Greifswald zusammen mit seiner Frau Dagmar Braun.[5]